# Kalktuffquelle in Vorderstoder
Kalktuffquelle in Vorderstoder este o arie protejată (arie specială de conservare — SAC, sit de importanță comunitară — SCI) din Austria întinsă pe o suprafață de 1,12 ha, integral pe uscat.

## Localizare
Centrul sitului Kalktuffquelle in Vorderstoder este situat la coordonatele 47°42′35″N 14°12′22″E / 47.7096°N 14.2062°E.

## Înființare
Situl Kalktuffquelle in Vorderstoder a fost declarat sit de importanță comunitară în noiembrie 2018 pentru a proteja un număr necunoscut de specii din flora spontană și fauna sălbatică aflate în arealul zonei. Situl a fost protejat și ca arie specială de conservare în octombrie 2021.

## Biodiversitate
Situată în ecoregiunea alpină, aria protejată conține 1 habitat natural: Izvoare petrifiante cu formare de travertin (Cratoneurion).
La baza desemnării sitului se află un număr nedeclarat de specii protejate.